# 8682 Кренклінґбо
8682 Кренклінґбо (8682 Kraklingbo) — астероїд головного поясу, відкритий 2 березня 1992 року.
Тіссеранів параметр щодо Юпітера — 3,192.